# Angelos Charisteas
Angelos Charisteas (tiếng Hy Lạp: Άγγελος Χαριστέας; /'aɳgelos xaɾis'tɛas/) sinh ngày 9 tháng 2 năm 1980 tại Serres, Hy Lạp là một cựu cầu thủ bóng đá người Hy Lạp. Anh là thành viên của Đội tuyển bóng đá quốc gia Hy Lạp vô địch UEFA Euro 2004.

## Thống kê sự nghiệp

### Câu lạc bộ
| Câu lạc bộ                  | Mùa giải            | Giải đấu             | Giải đấu | Giải đấu | Cúp quốc gia | Cúp quốc gia | Châu lục | Châu lục | Tổng cộng | Tổng cộng |
| Câu lạc bộ                  | Mùa giải            | Hạng đấu             | Trận     | Bàn      | Trận         | Bàn          | Trận     | Bàn      | Trận      | Bàn       |
| --------------------------- | ------------------- | -------------------- | -------- | -------- | ------------ | ------------ | -------- | -------- | --------- | --------- |
| Aris Thessaloniki           | 1997–98             | Beta Ethniki         | 9        | 2        | 1            | 0            | 0        | 0        | 10        | 2         |
| Aris Thessaloniki           | 1998–99             | Alpha Ethniki        | 12       | 4        | 2            | 0            | 0        | 0        | 14        | 4         |
| Aris Thessaloniki           | 1999–00             | Alpha Ethniki        | 19       | 1        | 2            | 1            | 1        | 0        | 22        | 2         |
| Aris Thessaloniki           | 2000–01             | Alpha Ethniki        | 28       | 8        | 3            | 2            | 0        | 0        | 31        | 10        |
| Aris Thessaloniki           | 2001–02             | Alpha Ethniki        | 19       | 4        | 2            | 1            | 0        | 0        | 21        | 5         |
| Aris Thessaloniki           | Tổng cộng           | Tổng cộng            | 87       | 19       | 10           | 4            | 1        | 0        | 98        | 23        |
| Athinaikos                  | 1998–99             | Beta Ethniki         | 7        | 1        | 0            | 0            | 0        | 0        | 7         | 1         |
| Werder Bremen               | 2002–03             | Bundesliga           | 31       | 9        | 4            | 4            | 4        | 2        | 39        | 15        |
| Werder Bremen               | 2003–04             | Bundesliga           | 24       | 4        | 5            | 2            | 3        | 1        | 32        | 7         |
| Werder Bremen               | 2004–05             | Bundesliga           | 11       | 5        | 2            | 0            | 5        | 1        | 18        | 6         |
| Werder Bremen               | Tổng cộng           | Tổng cộng            | 66       | 18       | 11           | 6            | 12       | 4        | 89        | 28        |
| Ajax                        | 2004–05             | Eredivisie           | 13       | 4        | 0            | 0            | 0        | 0        | 13        | 4         |
| Ajax                        | 2005–06             | Eredivisie           | 17       | 8        | 3            | 1            | 4        | 0        | 24        | 9         |
| Ajax                        | 2006–07             | Eredivisie           | 1        | 0        | 0            | 0            | 0        | 0        | 1         | 0         |
| Ajax                        | Tổng cộng           | Tổng cộng            | 31       | 12       | 3            | 1            | 4        | 0        | 38        | 13        |
| Feyenoord Rotterdam         | 2006–07             | Eredivisie           | 28       | 9        | 3            | 1            | 5        | 1        | 36        | 11        |
| 1. FC Nürnberg              | 2007–08             | Bundesliga           | 24       | 6        | 1            | 2            | 6        | 3        | 31        | 11        |
| 1. FC Nürnberg              | 2008–09             | 2. Bundesliga        | 14       | 1        | 2            | 0            | 0        | 0        | 16        | 1         |
| 1. FC Nürnberg              | 2009–10             | Bundesliga           | 19       | 1        | 1            | 0            | 0        | 0        | 20        | 1         |
| 1. FC Nürnberg              | Tổng cộng           | Tổng cộng            | 57       | 8        | 4            | 2            | 6        | 3        | 67        | 13        |
| Bayer Leverkusen (cho mượn) | 2008–09             | Bundesliga           | 13       | 1        | 3            | 1            | 0        | 0        | 16        | 2         |
| Arles-Avignon               | 2010–11             | Ligue 1              | 6        | 0        | 0            | 0            | 0        | 0        | 6         | 0         |
| Schalke 04                  | 2010–11             | Bundesliga           | 4        | 1        | 1            | 0            | 1        | 0        | 6         | 1         |
| Panetolikos                 | 2011–12             | Super League Greece  | 24       | 4        | 2            | 0            | 0        | 0        | 26        | 4         |
| Al-Nassr                    | 2012–13             | Saudi Premier League | 7        | 1        | 2            | 0            | 0        | 0        | 9         | 1         |
| Tổng cộng sự nghiệp         | Tổng cộng sự nghiệp | Tổng cộng sự nghiệp  | 330      | 74       | 38           | 15           | 29       | 8        | 397       | 97        |

### Quốc tế
| Đội tuyển quốc gia | Năm       | Trận | Bàn |
| ------------------ | --------- | ---- | --- |
| Hy Lạp             | 2001      | 7    | 4   |
| Hy Lạp             | 2002      | 6    | 0   |
| Hy Lạp             | 2003      | 10   | 3   |
| Hy Lạp             | 2004      | 15   | 6   |
| Hy Lạp             | 2005      | 10   | 1   |
| Hy Lạp             | 2006      | 7    | 1   |
| Hy Lạp             | 2007      | 6    | 2   |
| Hy Lạp             | 2008      | 12   | 6   |
| Hy Lạp             | 2009      | 8    | 0   |
| Hy Lạp             | 2010      | 4    | 1   |
| Hy Lạp             | 2011      | 3    | 1   |
| Tổng cộng          | Tổng cộng | 88   | 25  |

### Bàn thắng quốc tế
| #  | Ngày                 | Địa điểm                                                 | Đối thủ              | Bàn thắng | Kết quả | Giải đấu                 |
| -- | -------------------- | -------------------------------------------------------- | -------------------- | --------- | ------- | ------------------------ |
| 1  | 28 tháng 2 năm 2001  | Sân vận động Theodoros Vardinogiannis, Heraklion, Hy Lạp | Nga                  | 2–3       | 3–3     | Giao hữu                 |
| 2  | 28 tháng 2 năm 2001  | Sân vận động Theodoros Vardinogiannis, Heraklion, Hy Lạp | Nga                  | 3–3       | 3–3     | Giao hữu                 |
| 3  | 28 tháng 3 năm 2001  | Sân vận động Olympic, Athens, Hy Lạp                     | Đức                  | 1–1       | 2–4     | Vòng loại World Cup 2002 |
| 4  | 6 tháng 10 năm 2001  | Old Trafford, Manchester, Anh                            | Anh                  | 1–0       | 2–2     | Vòng loại World Cup 2002 |
| 5  | 2 tháng 4 năm 2003   | Windsor Park, Belfast, Bắc Ireland                       | Bắc Ireland          | 1–0       | 2–0     | Vòng loại Euro 2004      |
| 6  | 2 tháng 4 năm 2003   | Windsor Park, Belfast, Bắc Ireland                       | Bắc Ireland          | 2–0       | 2–0     | Vòng loại Euro 2004      |
| 7  | 11 tháng 6 năm 2003  | Sân vận động Apostolos Nikolaidis, Athens, Hy Lạp        | Ukraina              | 1–0       | 1–0     | Vòng loại Euro 2004      |
| 8  | 3 tháng 6 năm 2004   | Sân vận động Rheinpark, Vaduz, Liechtenstein             | Liechtenstein        | 2–0       | 2–0     | Giao hữu                 |
| 9  | 16 tháng 6 năm 2004  | Sân vận động Bessa, Porto, Bồ Đào Nha                    | Tây Ban Nha          | 1–1       | 1–1     | UEFA Euro 2004           |
| 10 | 25 tháng 6 năm 2004  | Sân vận động José Alvalade, Lisbon, Bồ Đào Nha           | Pháp                 | 1–0       | 1–0     | UEFA Euro 2004           |
| 11 | 4 tháng 7 năm 2004   | Sân vận động Ánh sáng, Lisbon, Bồ Đào Nha                | Bồ Đào Nha           | 1–0       | 1–0     | UEFA Euro 2004           |
| 12 | 17 tháng 11 năm 2004 | Sân vận động Karaiskákis, Piraeus, Hy Lạp                | Kazakhstan           | 1–0       | 3–1     | Vòng loại World Cup 2006 |
| 13 | 17 tháng 11 năm 2004 | Sân vận động Karaiskákis, Piraeus, Hy Lạp                | Kazakhstan           | 2–0       | 3–1     | Vòng loại World Cup 2006 |
| 14 | 30 tháng 3 năm 2005  | Sân vận động Karaiskákis, Piraeus, Hy Lạp                | Albania              | 1–0       | 2–0     | Vòng loại World Cup 2006 |
| 15 | 11 tháng 10 năm 2006 | Bilino Polje, Zenica, Bosna và Hercegovina               | Bosna và Hercegovina | 1–0       | 4–0     | Vòng loại Euro 2008      |
| 16 | 6 tháng 6 năm 2007   | Sân vận động Pankritio, Heraklion, Hy Lạp                | Moldova              | 1–0       | 2–1     | Vòng loại Euro 2008      |
| 17 | 13 tháng 10 năm 2007 | Sân vận động Olympic, Athens, Hy Lạp                     | Bosna và Hercegovina | 1–0       | 3–2     | Vòng loại Euro 2008      |
| 18 | 6 tháng 2 năm 2008   | Sân vận động GSP, Nicosia, Síp                           | Phần Lan             | 1–1       | 2–1     | Giao hữu                 |
| 19 | 18 tháng 6 năm 2008  | Sân vận động Wals-Siezenheim, Salzburg, Áo               | Tây Ban Nha          | 1–0       | 1–2     | Euro 2008                |
| 20 | 6 tháng 9 năm 2008   | Sân vận động Josy Barthel, Luxembourg, Luxembourg        | Luxembourg           | 3–0       | 3–0     | Vòng loại World Cup 2010 |
| 21 | 11 tháng 10 năm 2008 | Sân vận động Karaiskákis, Piraeus, Hy Lạp                | Moldova              | 1–0       | 3–0     | Vòng loại World Cup 2010 |
| 22 | 11 tháng 10 năm 2008 | Sân vận động Karaiskákis, Piraeus, Hy Lạp                | Moldova              | 3–0       | 3–0     | Vòng loại World Cup 2010 |
| 23 | 15 tháng 10 năm 2008 | Sân vận động Karaiskákis, Piraeus, Hy Lạp                | Thụy Sĩ              | 1–1       | 1–2     | Vòng loại World Cup 2010 |
| 24 | 25 tháng 5 năm 2010  | Sân vận động Schnabelholz, Altach, Áo                    | CHDCND Triều Tiên    | 2–1       | 2–2     | Giao hữu                 |
| 25 | 11 tháng 10 năm 2011 | Sân vận động Mikheil Meskhi, Tbilisi, Gruzia             | Gruzia               | 2–1       | 2–1     | Vòng loại Euro 2012      |

## Thành tích

### Cấp đội tuyển quốc gia
- Vô địch Euro 2004 với đội tuyển Hy Lạp

### Cấp câu lạc bộ
Werder Bremen
- Vô địch Bundesliga: 2003–04
- Vô địch DFB-Pokal: 2003–04

Ajax
- Vô địch Dutch Super Cup: 2005–06
- Vô địch Dutch Cup: 2005–06

Bayer Leverkusen
- DFB-Pokal á quân: 2008–09

Schalke 04
- Vô địch DFB-Pokal: 2010–11